# Cobain: Montage of Heck
Cobain: Montage of Heck ist ein US-amerikanischer Dokumentarfilm aus dem Jahr 2015 über Kurt Cobain, den Gründer und Leadsänger der US-amerikanischen Rockband Nirvana. Regie führte Brett Morgen. Der Film wurde erstmals 2015 auf dem Sundance Film Festival gezeigt. Die Dokumentation behandelt Kurt Cobains Leben, angefangen von seiner Geburt 1967 in Aberdeen über schwierige Teenagerjahre bis hin zu seinem ruhmreichen Aufstieg als Frontmann von Nirvana und seinem Tod im April 1994 in Seattle mit 27 Jahren.
Im Film sind unter anderem Zeichnungen und Bilder von Cobain zu sehen, unterlegt mit von ihm komponierter Musik und Soundcollagen. Dieses Material wurde auch als Soundtrack Montage of Heck: The Home Recordings und Buch veröffentlicht.

## Handlung
Nach seiner Geburt zogen seine Eltern nach Aberdeen, wenig später wurde seine Schwester Kim geboren. Kurt verbringt eine normale Kindheit, obwohl er kein gutes Verhältnis zu seinem Vater hat. Als er neun Jahre alt ist, wird das Paar geschieden. Bis zur erneuten Heirat seines Vaters Don lebt er bei ihm und zieht dann wieder zu seiner Mutter. Im Teenageralter fällt er durch Aufsässigkeit auf und fängt an, Marihuana und Alkohol zu konsumieren. In dieser Zeit spricht er zum ersten Mal über Selbstmord. Nachdem ein erster Versuch, ein Mädchen kennenzulernen, fehlschlägt, fangen seine Klassenkameraden an, sich über ihn lustig zu machen. Cobain, unfähig, sich des Spotts zu erwehren, legt sich auf Bahngleise, mit der Absicht, sein Leben zu beenden, der Zug rast jedoch auf dem Nachbargleis an ihm vorbei.
Nachdem er sein Zuhause verlässt, lebt er bei Freunden und lernt Krist Novoselic kennen. Zusammen mit Chad Channing gründen sie 1987 ihre Band Nirvana. Ihre ersten Auftritte bestreiten sie vor Freunden oder auf Partys, schließlich treten sie in Clubs auf. Zu dieser Zeit lernt Cobain Tracy Marander kennen. Die Band unterzeichnet ihren ersten Plattenvertrag und veröffentlichen das erste Album Bleach. Cobain trennt sich von Marander, Channing verlässt die Band und die Band wechselt zum Label DGC Records. Dave Grohl wird neues Bandmitglied.
Nach Veröffentlichung ihres Albums Nevermind 1991 wird die Singleauskopplung Smells Like Teen Spirit ein Welthit. Cobain lernt Courtney Love kennen und sie heiraten 1992 aufgrund der Schwangerschaft Loves. Etwa zur selben Zeit wird Cobain heroinabhängig. Nach einem Interview mit der Musikjournalistin Lynn Hirschberg für die Zeitschrift Vanity Fair kommt es zu einer Kontroverse. Love warf Hirschberg vor, sie falsch zitiert zu haben, sodass der Eindruck entstand, sie habe anfangs selbst während der Schwangerschaft noch gelegentlich Heroin gespritzt. Kurz nach Geburt ihrer Tochter Frances wird von den Behörden aufgrund des Drogenkonsums ihre Eignung als Eltern Frage gestellt. Aufgrund der Aussagen im Vanity-Interview wird Frances ihren Eltern für vier Wochen entzogen. Als regelmäßige Urintests und Besuche eines Sozialarbeiters vereinbart werden, erhält das Paar das Sorgerecht zurück, das später, nach monatelangen rechtlichen Verhandlungen, schließlich in ein volles Sorgerecht umgewandelt wird.
Cobains Drogenabhängigkeit besteht auch noch als 1993 ihr Album In Utero veröffentlicht wird. Pat Smear wird Bandmitglied und man beginnt eine Stadiontour. Kurz danach treten sie bei  MTV Unplugged auf und gehen Anfang 1994 wieder auf Tour. Nachdem Cobain eine Kehlkopfentzündung erleidet, begibt er sich in Rom in ärztliche Behandlung. Am 4. März 1994 findet Love ihren Mann bewusstlos auf, nachdem er Champagner und das Schlafmittel Rohypnol genommen hatte. Cobain verbringt fünf Tage im Krankenhaus und kehrt nach seiner Genesung nach Seattle zurück. Der Film endet mit der Einblendung der Textzeile „One month after returning from Rome, Kurt Cobain took his own life. He was 27 years old.“ („Einen Monat nach seiner Rückkehr aus Rom, beging Kurt Cobain Selbstmord. Er wurde 27 Jahre alt.“)

## Produktion
Die Dokumentation wurde von Brett Morgen gedreht, der mit den Arbeiten daran bereits 2007 begann, als ihn Courtney Love mit der Idee kontaktierte. Daraus entstand die erste und bislang einzige Dokumentation, die in Zusammenarbeit mit der Familie Cobains entwickelt wurde. Dabei hatte Morgen Zugang zu den gesamten persönlichen Archiven von Cobain und seiner Familie.
Der Filmtitel geht auf ein Lied zurück, das Cobain 1988 mit einem Kassettenrekorder in zwei Versionen aufnahm.
Verschiedene Szenen wurden von Stefan Nadelman und Hisko Hulsing animiert.

## Veröffentlichung
Der Film hatte Premiere am 24. Januar 2015 auf dem Sundance Film Festival und wurde anschließend am 8. Februar 2015 auf der Berlinale gezeigt. Ab 24. April 2015 lief er in ausgewählten Kinos in den USA und ab 13. November 2015 erfolgte die DVD-Veröffentlichung.

## Kritik
„Um beide zu illustrieren, Realität nebst Trugbild, verdichtet Brett Morgen das vielfältige Archivmaterial aus allen Phasen seiner 27 Jahre mit virtuosen Comic-Passagen, lebenden Skizzen und periodisch verblassendem Bildschirm über Nirvanas variiertem Soundtrack. All dies macht Montage of Heck zum gefilmten Zerfallsprozess, der niemanden schont und jeden bereichert.“

„Der Film lässt spürbar werden, warum dieser unscheinbare Junge in rasender Geschwindigkeit zum bis auf Weiteres letzten großen Rock'n'Roll-Mythos werden konnte. Und er schafft das Wunderwerk, dass man die Musik Nirvanas nach dem Sehen dieses Films wieder hören kann, als wäre es das erste Mal.“

„Wenn Morgens Film eines verdeutlicht, dann, dass sich der angebliche Anti-Rockstar zeitlebens nach Aufmerksamkeit sehnte: Er las die meisten Artikel, die über ihn geschrieben wurden. Auch seine Tagebücher schienen darauf angelegt gewesen zu sein, von der Nachwelt studiert zu werden. Und doch bleibt ein komischer Beigeschmack: Schon als er noch lebte, konnte Kurt Cobain dem Rampenlicht nicht entkommen. Im Tod gelingt ihm das anscheinend noch weniger.“

## Auszeichnungen
Ashland Independent Film Festival 2015
- Best Editing: Feature Length Documentary

International Documentary Association 2015
- Creative Recognition Award - Best Editing (Joe Beshenkovsky, Brett Morgen)

Cinema Eye Honors Awards 2016
- Outstanding Achievement in Graphic Design or Animation (Stefan Nadelman, Hisko Hulsing)
- Cinema Eye Audience Choice Prize (Brett Morgen) - nominiert
- Cinema Eye Honors Award - Outstanding Achievement in Editing (Joe Beshenkovsky, Brett Morgen) - nominiert

Motion Picture Sound Editors 2016
- Golden Reel Award - Best Sound Editing (Cameron Frankley, Dan Kenyon, Jon Michaels)